# Clematis patens 'Ashva'
Cultivar
 (août 2020).
Si vous disposez d'ouvrages ou d'articles de référence ou si vous connaissez des sites web de qualité traitant du thème abordé ici, merci de compléter l'article en donnant les références utiles à sa vérifiabilité et en les liant à la section « Notes et références ».
La clématite 'Ashva' est un cultivar de clématite patens provenant de Lituanie, obtenue par Leonardas Bakevičius.

## Description
Cette clématite fait partie du groupe 3, ce qui implique une floraison printanière et automnale sur le bois de l'année.

### Feuilles
Les feuilles caduques de cette clématite sont parfois simples, parfois alternes.

### Fleurs
La clématite patens 'Ashva' dispose d'une fleur bleu moyen avec une barre rouge au cœur des sépales. La fleurs a un diamètre d'environ 10 cm hermaphrodites, les fleurs apparaissent au travers de bourgeons axillaires.

#### Sépales

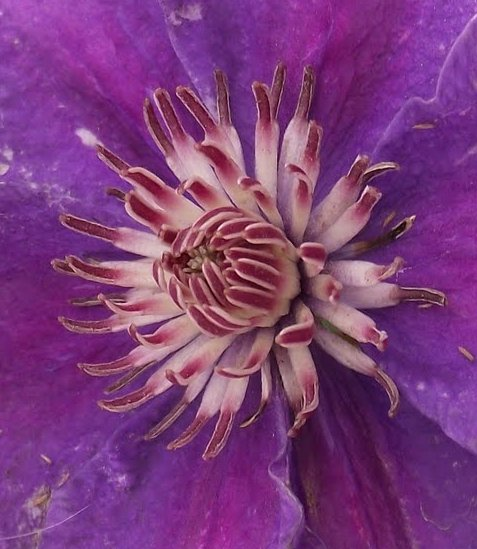
Étamines et stigmates de la clématites patens 'Ashva'

Le sépale de la clématite 'Ashva' mesure entre 6 et 7 cm, largement elliptique, se chevauchant. Le bord est légèrement ondulé.

#### Étamines et stigmates
'Ashva' possède des étamines blanches et des stigmates rouges et blancs.

#### Parfum
Cette clématite n'a pas de parfum.

## Protection
'Ashva' n'est pas protégé pour la multiplication.

## Culture

### Plantation
La clématite 'Ashva' s'épanouit très bien en pot ou en pleine terre. Elle doit être plantée dans un mélange drainant, fertile et léger.

### Croissance
À taille adulte cette clématite s'élance entre 2 et 3 mètres en gardant un feuillage très dense.

### Floraison
'Ashva' fleurit deux fois par an sur le bois de l'année, au printemps 'Ashva' produit une floraison entre juin et juillet. À l'automne la floraison est entre août et septembre. Elle fait partie du groupe 3.

### Taille
La clématite 'Ashva' a besoin d'une taille annuelle, souvent au mois de mars mais à toute période de repos végétatif. Elle demande une taille sévère, c'est-à-dire une taille à 30 cm sur un tiers des banches.

### Résistance
Cette clématite résiste à des températures jusqu'à moins 20 degrés Celsius.

### Maladies et ravageurs
La clématite 'Ashva' est sensible à l'excès d'eau ce qui pourrait provoquer une pourriture du collet de la plante et ainsi la mort de la clématite. Elle peut également souffrir d'apoplexie due à un champignon appelé Ascochyta clematidina, provoquant un flétrissement brutal des feuilles. Pour combattre ce champignon la terre doit être remplacée sur 20 cm et l'excès d'eau doit être proscrit.
Les limaces peuvent également s'attaquer à cette clématite et notamment aux jeunes pousses du printemps.